# Kriging

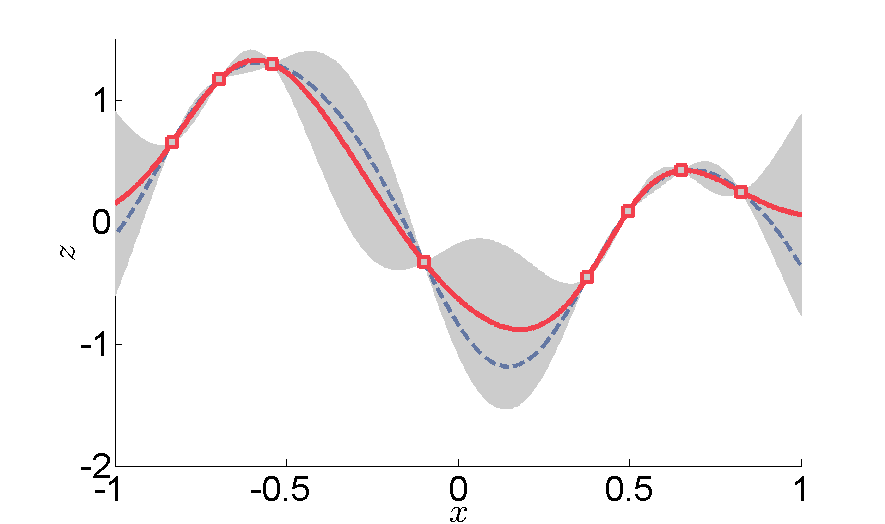
Exempel på endimensionell interpolering av genom regression i en Gaussisk process, med kredibilitetsintervall. Kvadraterna symboliserar mätdata. Interpoleringen, som visas i rött, löper längs med väntevärdena av de normalt fördelade kredibilitetsintervallen som visas i grått. Den streckade kurvan visar en kontinuerlig spline som jämförelse.

Kriging (uppkallad efter den sydafrikanske statistikern och gruvingenjören Danie[l] Gerhardus Krige som var den förste som använde denna metod, vilken föreslagits av den franske gruvingenjören Georges Matheron) är en interpolationsmetod som används för att uppskatta värden för punkter för vilka uppmätta värden saknas. Metoden, som har sitt ursprung inom geostatistik, kan ses som en tillämpning av den multivariata normalfördelningen. Alla tänkbara värden hos den okända funktionen antas vara normalfördelade slumpvariabler, som relateras till varandra genom en kovariansfunktion. Funktionens värde vid godtyckliga indata-värden kan sedan skattas genom att dessa betingas på de uppmätta värdena. Även variansen följer från denna betingning, vilken kan användas för att beräkna ett osäkerhetsmått i form av ett kredibilitetsintervall (vilket är en egenskap hos modellen, att jämföra med ett konfidensintervall som är en egenskap hos datan).